# 袁渊
袁渊（1903年—1992年），原名袁焕卿、袁章斐，江西省南康县人，中国人民解放军少将。
1925年起从事工人运动。中国国民党清党后，入云南范石生部当兵。1931年，袁渊参加中国工农红军，同年8月加入中国共产党。历任红四方面军第四军连长、营长、团长。抗日战争期间，担任八路军129师385旅770团参谋长，八路军留守兵团警备七团团长。第二次国共内战期间，担任冀东军区独立第十二旅旅长，第十四军分区司令员，东北野战军第九纵队参谋长，第四野战军四十六军参谋长。中华人民共和国成立后，担任中南军政大学第五分校校长，第二十四步兵学校校长，马列主义学院第一分校军事教研室主任，第二高级步兵学院代校长，中国人民解放军政治学院副教育长。1955年，授少将军衔，二级八一勋章、二级独立勋章、一级解放勋章。